# Dulcita Lieggi
Dulcita Lynn Lieggi Francisco (Santo Domingo, 19 maggio 1989) è una modella dominicana, incoronata Miss Repubblica Dominicana 2012 e rappresentante della Repubblica Dominicana a Miss Universo 2012.

## Biografia
Nato da padre italiano originario di Mola di Bari (BA) e madre dominicana originaria della provincia di Puerto Plata, Dulcita Lieggi ha partecipato come rappresentante del Distrito Nacional, come una delle trentasette candidate alla vittoria del titolo di Miss Repubblica Dominicana 2012, concorso di bellezza nazionale trasmesso dal vivo da Santo Domingo il 17 aprile 2012. In precedenza la Lieggi aveva partecipato a Miss Italia nel mondo nel 2009 in rappresentanza dei Caraibi e nel 2011 in rappresentanza della Repubblica Dominicana.
La Lieggi si è classificata alla seconda posizione, dietro la vincitrice Carola Durán, ottenendo tuttavia la possibilità di rappresentare la propria nazione a Miss Continente Americano 2012. Dietro di lei Carolyn Hawa, la terza classificata che ottiene il diritto di rappresentare la nazione a Reina Hispanoamericana 2012 in Bolivia e Alondra Peña, quarta classificata.
Tuttavia il 24 aprile 2012, esattamente una settimana dopo la fine del concorso, viene scoperto che Carola Durán era stata sposata e pertanto viene squalificata secondo regolamento. Il titolo di Miss Repubblica Dominicana, e la possibilità di gareggiare a Miss Universo 2012 passa quindi a Dulcita Lieggi.